# Čtyři slunce
Čtyři slunce je film Bohdana Slámy z roku 2012. Jde o rodinné drama z prostředí malého českého města.
Film byl vybrán do soutěže na festivalu Sundance.
Ústřední písničku nahrála Vypsaná fiXa.
Na Cenách české filmové kritiky získal film ocenění za nejlepší scénář a za ženský herecký výkon ve vedlejší roli pro Kláru Melíškovou. Byl nominován i na dalších 6 kategorií (nejlepší film, režie, kamera, mužský herecký výkon v hlavní roli pro Jaroslava Plesla, mužský herecký výkon ve vedlejší roli pro Karla Rodena a ženský herecký výkon v hlavní roli pro Annu Geislerovou). Klára Melíšková získala také Českého lva a film byl nominován na dalších 11 cen (nejlepší film, režie, scénář, kamera, střih, zvuk, hudba, výtvarné řešení, ženský herecký výkon v hlavní roli pro Annu Geislerovou, mužský herecký výkon v hlavní roli pro Jaroslava Plesla a mužský herecký výkon ve vedlejší roli pro Karla Rodena).

## Výroba
Natáčecích dní mělo být přes třicet (od dubna do června 2011), natáčení probíhalo v Miroticích.

## Obsazení
| Jaroslav Plesl             | Fogi   |
| Marek Šácha                | Véna   |
| Karel Roden                | Karel  |
| Anna Geislerová            | Jana   |
| Anna Bubeníková            | Anička |
| Klára Melíšková            | Evička |
| Igor Chmela                | třídní |
| Jiří Mádl                  | Jerry  |
| Jana Plodková              |        |
| Klára Pollertová-Trojanová |        |
| Marie Ludvíková            |        |
| Vladimír Merta             |        |
| Zuzana Kronerová           |        |
| Kryštof Rímský             |        |
| Miroslav Sabadin           |        |
| Kateřina Jandáčková        |        |
| Mária Pavlová              |        |

## Recenze
- František Fuka, FFFilm, 27. února 2012  Dostupné online.
- Karolína Černá, Film CZ, 28. února 2012  Dostupné online.